# Институт экономики и финансов ОмГАУ
Институ́т эконо́мики и фина́нсов — высшее учебное заведение, структурное подразделение Омского государственного аграрного университета. Институт создан в 2001 году. Экономический факультет функционирует в ОмГАУ с 1919 года.

## История
25 июля 1919 г. — дата утверждения Положения о Сибирском институте сельского хозяйства и промышленности, который объединил Сибирский СХИ и политехнический институт. В новом ВУЗе было определено 4 факультета, в том числе — экономический.
Начало 30-х гг. XX века — экономическое отделение вошло в состав агроэкономического факультета.
Осень 1948 г. — подготовка экономистов по специальности «Экономика и организация сельского хозяйства» была на плодоовощном факультете
С 1950 по 1954 г. — подготовка экономистов по специальности «Экономика и организация сельского хозяйства» — на факультете механизации сельского хозяйства.
Осень 1954 г. — выделение в самостоятельный экономический факультет.
Осень 1958 г. — впервые произведен прием студентов на бухгалтерское отделение.

## Деканы факультета
- 1948—1950 гг. М. И. Тихомиров, академик ВАСХНИЛ, профессор, доктор экон. наук
- 1950—1954 гг. И. В. Зезин, доцент, кандидат техн. наук
- 1954—1956 гг. В. И. Копырин, профессор, доктор с.-х. наук
- 1956—1960 гг. Д. Ф. Вермель, профессор, доктор экон. наук
- 1960—1961 гг. А. Е. Зимненко, старший преподаватель
- 1961—1962 гг. В. И. Иржичко, профессор, кандидат экон. наук
- 1962—1966 гг., 1976—1978 гг. В. И. Колпаков, доцент, кандидат экон. наук
- 1966—1970 гг. М. К. Махновский, доцент, кандидат экон. наук
- 1970—1972 гг. М. И. Семенов, профессор, доктор экон. наук
- 1972—1976 гг. А. Г. Старчеусов, доцент, кандидат экон. наук
- 1978—1986 гг. В. А. Полевых, доцент, кандидат экон. наук
- 1986—2001 гг. В. С. Пецевич, доцент, кандидат экон. наук
- 2001 г. — экономический факультет был преобразован в Институт экономики и финансов
- c 2001 г. В. С. Пецевич директор Института экономики и финансов

## Структура
- Кафедра экономики и управления сельскохозяйственным производством
- Кафедра бухгалтерского учёта и аудита
- Кафедра финансового менеджмента
- Кафедра информационных технологий и моделирования
- Кафедра организации и предпринимательства АПК

## Преподавательский состав
На кафедрах Института работает 84 преподавателя: 7 профессоров, 42 доцента, 23 старших преподавателя и 12 ассистентов. Являются академиками Международной академии аграрного образования В. С. Пецевич, В. Ф. Стукач, В. С. Коротаев. Профессора РАЕ: В. М. Помогаев, О. В. Шумакова.